# Merlík mnohosemenný

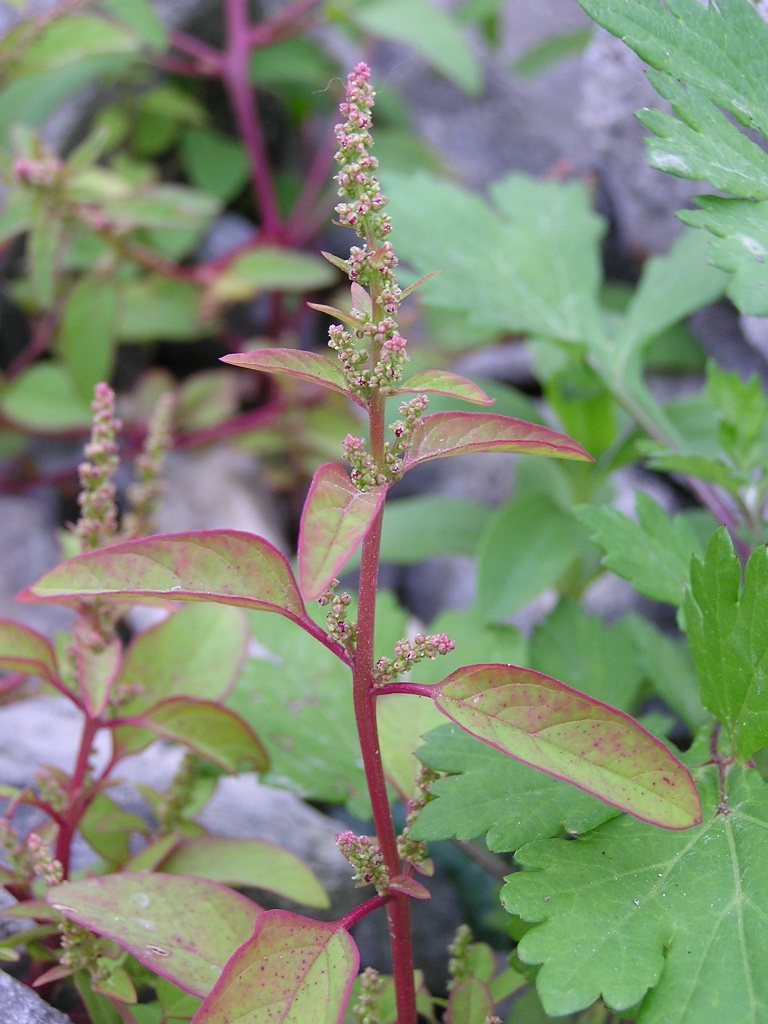
Vzpřímená kvetoucí lodyha merlíku mnohosemenného

Merlík mnohosemenný (Chenopodium polyspermum) je středně vysoká, jednoletá rostlina, jeden z mnoha druhů merlíků. Tato bylina, která je v české přírodě původním druhem, je hodně rozšířeným plevelem.
Nedávné studie využívající molekulárních dat posoudily rod Chenopodium jako parafyletický taxon. Posléze byl merlík mnohosemenný (Chenopodium polyspermum) vydělen z rodu merlík (Chenopodium) a zařazen do nového, monotypického rodu Lipandra pod binomickým jménem Lipandra polysperma.

## Rozšíření
Rostlina se vyskytuje hlavně v mírném pásu Evropy, nejvíce okolo Středozemního moře a ve Střední Evropě. Východním směrem je dále rozšířen přes Kavkaz a západní Sibiř až k jezeru Bajkal. Zavlečen byl pravděpodobně s osivem do Severní Ameriky a také na jih Afriky.
V České republice je hojně rozšířen po celém území, v horských polohách se ale vyskytuje málo. Roste na plně osvětlených místech s provzdušněnou, na živiny bohatou a úrodnou půdou s dostatkem vláhy. Jako plevel roste na polích, v zahradách, sadech i ve vinohradech. Dále je mnohde hojný okolo cest, na skládkách a rumištích, okolo hnojišť i na obnažených rybničních dnech. Patří mezi pionýrské rostliny, které jako prvé osídlují nové půdy.

## Popis
Jednoletá rostlina s lodyhou poléhavou, vystoupavou nebo vzpřímenou, která bývá dlouhá od 30 do 80 cm a vyrůstá z nehlubokého, do široka rozvětveném kořene. Zcela lysá a slabě čtyřhranná lodyha je rozvětvená, spodní větve jsou až 1 m dlouhé a často leží na zemi nebo jsou vystoupavé, horní obvykle šikmo odstávají. Lodyžní listy bývají 1,5 až 4 cm dlouhé a 0,5 až 2,5 cm široké, mají řapíky, jsou žlutozelené nebo načervenalé a vyrůstající střídavě či protistojně, směrem vzhůru se zmenšují a nahrazují listeny. Listová čepel je zcela lysá (nepoprášená), podlouhlá, vejčitá, eliptická či kosočtverečně eliptická, u báze nesymetrická, vrchol má tupý neb špičatý a po okraji je obvykle celokrajná. Lodyha, větve i listy bývají do červena naběhlé, se stárnutím rostliny bývá načervenalá barva nahrazována tmavě zelenou.
Drobné květy, téměř bez stopek, vytvářejí přetrhované klasy z četných, až 4květých klubek; klasy jsou sestaveny do malých lat. Klubka jsou rozmístěna řídce, vyrůstají z úžlabí listů a rozvětvených konců lodyh. Oboupohlavné květy, asi 1,5 mm velké, mají pětičetná, rozestálá a jen u báze srostlá okvětí. Okvětní lístky jsou vejčité až podlouhlé, zelené a lysé, po odkvětu se hvězdicovitě rozkládají, Květ mívá jednu tyčinku a dvě blizny.
Kvete od července do září, květy jsou opylovány větrem. Semena jsou okrouhlé nažky, asi 1 mm dlouhé a 0,5 mm tlusté, hnědočerné, lesklé a jemně tečkované. Obvykle jsou semena rozšiřována anemochorně, osivem, komposty, statkovými hnojivy nebo technikou či lidmi. Semena si v půdě podržují klíčivost po mnoho let. Ploidie druhu je 2n = 18.

## Rozmnožování
Rostlina se rozmnožuje výhradně semeny, kterých na rostlině mohou uzrát i desítky tisíců. Čerstvě zralá semena jsou dlouze a nepravidelně dormantní, nejlépe klíčí z povrchu půdy nebo z hloubky do 4 cm. Klíčení se spouští až při teplotě okolo 20 °C, běžně klíčí jak v pozdním jaře, tak i během celého vegetačního období.

## Význam
Merlík mnohosemenný je řazen k plevelným rostlinám, které zaplevelují a škodí především v okopaninách a na polích se zeleninou či květinami. Z počátku je semenáček velmi drobný, nejprve se vyvíjí kořenový systém, ale později se rychle rozkošatí a obírá o živiny a zastiňuje pěstované plodiny. V obilninách vyrostou jen drobné bylinky s rozložitým kořenem, které teprve po žních na strništích rychle zmohutní a vykvetou.
Jedna rostlina se může svými chabými a poléhavými větvemi, ve výživné a vodou dobře zásobené půdě rozrůst po ploše až 2,5 m². Pyl merlíku mnohosemenného je silně alergenní. Mladé lodyhy a listy lze používat jako zeleninu.

## Poznámka
Rostliny obsahují pigmenty betalainy, stejné jako má červená řepa, které slouží k výrobě potravinářského barviva, tzv. „Betalainové červeně“. Ta je EU v potravinách, mimo dětské výživy, povolena a bývá např. v přibarvovaných jogurtech, salámech a pod.